# Baron le Despenser

Wappen der Familie le Despenser

Baron le Despenser (auch le Despencer) ist ein erblicher britischer Adelstitel, der mehrmals in der Peerage of England verliehen wurde.

## Verleihungen und Geschichte des Titels
Der Titel wurde erstmals am 24. Juni 1295 für Hugh le Despenser (den Älteren) geschaffen, indem dieser von König Eduard I. durch Writ of Summons ins Parlament berufen wurde. Er war der älteste Sohn des Hugh le Despenser († 1265), der bereits am 14. Dezember 1264 zu De Montfort’s Parliament berufen wurde, meist wird die Schaffung des Titels bereits ab diesem Zeitpunkt gezählt. Der Sohn des älteren Despencers, Hugh le Despencer (der Jüngere), wurde am 29. Juli 1314, zu Lebzeiten seines Vaters, ebenfalls ins königliche Parlament berufen und damit in zweiter Verleihung zum Baron erhoben. Er und sein Vater wurden 1326 infolge von Intrigen wegen Hochverrats hingerichtet und ihnen ihre Titel aberkannt.
Der Sohn des jüngeren Despencers, Hugh le Despenser, wurde am 15. Juni 1338 ins königliche Parlament berufen und damit in dritter Verleihung Baron le Despenser. Sein Titel erlosch bei seinem kinderlosen Tod am 8. Februar 1349. Sein Neffe, Edward le Despenser, wurde am 15. Dezember 1357 als Baron le Despenser vierter Verleihung ins königliche Parlament berufen. Dessen Sohn, der 2. Baron, wurde 1397 zum Earl of Gloucester erhoben. 1398 wurden die Hochverratsurteile von 1326 rückwirkend aufgehoben und dem Earl als 4. und 5. Baron le Despencer zugesprochen. 1400 wurde er jedoch ebenfalls wegen Hochverrats hingerichtet und ihm seine Titel aberkannt. Das Urteil wurde 1461 aufgehoben, inzwischen war aber die Familie le Despenser im Mannesstamm erloschen und der Anspruch auf die Baronien der ersten, zweiten und vierten Verleihung befand sich in Abeyance zwischen weiblichen Nachkommenslinien. 1604 wurde die Abeyance beendet und die Titel Mary Fane als 3. (bzw. 5. und 6.) Baroness zugesprochen. In der Folgezeit fielen die Titel zwei weitere Male, von 1762 bis 1763 und von 1781 bis 1788 in Abeyance und wird heute von George Boscawen, 9. Viscount Falmouth als 16. (bzw. 18. und 19.) Baron le Despencer geführt.
Am 17. Dezember 1387 war der Titel ein weiteres Mal, in fünfter Verleihung, durch Writ of Summons an Philip le Despencer, einen Urenkel des älteren Despensers. Der Titel ruht (in abeyance), seit sein Sohn, der 2. Baron, am 20. Juni 1424 ohne männliche Nachkommen starb. Es existieren zwar wahrscheinlich bis heute de iure berechtigte Nachkommen in weiblicher Linie, jedoch ist es bislang keinen von ihnen gelungen, den Titelanspruch wirksam vom House of Lords bestätigen zu lassen.

## Liste der Barone le Despenser

### Barone le Despenser, erste Verleihung (1264/1295)
- Hugh le Despenser, 1. Baron le Despenser (1223–1265)
- Hugh le Despenser (der Ältere), 1. Earl of Winchester, 1./2. Baron le Despencer (1261–1326) (Titel verwirkt 1326)
  - Titel 1398 rückwirkend wiederhergestellt; siehe unten Verleihung von 1357

### Barone le Despencer, zweite Verleihung (1314)
- Hugh le Despencer (der Jüngere), 1. Baron le Despencer (1286–1326) (Titel verwirkt 1326)
  - Titel 1398 rückwirkend wiederhergestellt; siehe unten Verleihung von 1357

### Barone le Despenser, dritte Verleihung (1338)
- Hugh le Despencer, 1. Baron le Despencer (1308–1349)

### Barone le Despencer, vierte Verleihung (1357)
- Edward le Despenser, 1. Baron le Despenser (1336–1375)
- Thomas le Despenser, 1. Earl of Gloucester, 2. Baron le Despencer (1373–1400) (Titel der ersten und zweiten Verleihung 1398 wiederhergestellt; Titel verwirkt 1400)
  - Titel wiederhergestellt 1461, aber abeyant seit 1449
- Mary Fane, 3. Baroness le Despencer (1554–1626) (Abeyance beendet 1604)
- Francis Fane, 1. Earl of Westmorland, 4. Baron le Despencer (1580–1629)
- Mildmay Fane, 2. Earl of Westmorland, 5. Baron le Despencer (1602–1666)
- Charles Fane, 3. Earl of Westmorland, 6. Baron le Despencer (1635–1691)
- Vere Fane, 4. Earl of Westmorland, 7. Baron le Despencer (1645–1693)
- Vere Fane, 5. Earl of Westmorland, 8. Baron le Despencer (1678–1699)
- Thomas Fane, 6. Earl of Westmorland, 9. Baron le Despencer (1683–1736)
- John Fane, 7. Earl of Westmorland, 10. Baron le Despencer (1685–1762) (Titel abeyant 1762)
- Francis Dashwood, 11. Baron le Despencer (1708–1781) (Abeyance beendet 1763; Titel abeyant 1781)
- Thomas Stapleton, 12. Baron le Despencer (1766–1831) (Abeyance beendet 1788)
- Mary Boscawen, 13. Baroness le Despencer (1822–1891)
- Evelyn Boscawen, 7. Viscount Falmouth, 14. Baron le Despencer (1847–1918)
- Evelyn Boscawen, 8. Viscount Falmouth, 15. Baron le Despencer (1887–1962)
- George Boscawen, 9. Viscount Falmouth, 16. Baron le Despencer (1919–2022)
- Evelyn Boscawen, 10. Viscount Falmouth, 17. Baron le Despenser (* 1955)

Voraussichtlicher Titelerbe (Heir Apparent) ist der Sohn des aktuellen Titelinhabers, Evelyn George William Boscawen (* 1979).

### Barone le Despencer, fünfte Verleihung (1387)
- Philip le Despencer, 1. Baron le Despencer (1342–1401)
- Philip le Despencer, 2. Baron le Despencer (1365–1424) (Titel ruht)